# Electrica
Electrica S.A. este o companie cu capital privat din România, listată pe bursele de valori din București și Londra. Electrica este singura companie din România listată din domeniul distribuției și furnizării energiei electrice. 
Principalele activități ale Grupului Electrica sunt distribuția și furnizarea de energie electrică. Acționarul principal al Electrica SA este statul, reprezentat prin Ministerul Energiei, Întreprinderilor Mici și Mijlocii și Mediului de Afaceri (48,79%), urmat de BERD, cu 5%.
Conform Depozitarului Central, în data de 30 iunie 2020, acționariatul Electrica S.A. este format din:
| Acționari                                                               | Acțiuni     | Procent  |
| ----------------------------------------------------------------------- | ----------- | -------- |
| STATUL ROMÂN prin MINISTERUL ECONOMIEI, ENERGIEI ȘI MEDIULUI DE AFACERI | 169.046.299 | 48,7948% |
| Alte Pers. Juridice                                                     | 132.848.919 | 38,3465% |
| BANCA EUROPEANĂ PENTRU RECONSTRUCȚIE ȘI DEZVOLTARE loc. LONDRA GBR      | 17.355.272  | 5,0096%  |
| BNY MELLON DRS loc. NEW YORK USA                                        | 3.740.832   | 1,0798%  |
| Pers. Fizice                                                            | 16.561.682  | 4,7805%  |
| Electrica (acțiuni fără drept de vot)                                   | 6.890.593   | 1,9890%  |
| TOTAL                                                                   | 346.443.597 | 100 %    |

Oferta de vânzare pe bursă a 51% din acțiunile Electrica a avut loc în luna iunie 2014, compania strângând din piață o sumă record, de aproape 2 miliarde de lei (443 de milioane de euro). Acțiunile companiei au fost listate în paralel la Bursa de Valori București și la cea de la Londra.
Electrica S.A. are o arie de cuprindere națională, cu organizare în trei zone, pentru distribuția energiei electrice: Transilvania Nord, Transilvania Sud, Muntenia Nord și la nivel național pentru furnizare și întreținere și servicii energetice. Compania deservește în anul 2019 aproximativ 3,8 milioane de clienți.
Electrica deține controlul și asupra societății de servicii și mentenanță Electrica Serv. Electrica Serv activează în domeniile consultanță și proiectare, mentenanță, verificări, revizii și reparații echipamente energetice și de măsură. Electrica deținea în 2016 o rețea de circa 116.500 km linii electrice. În 2019, compania deține o rețea de circa 198.988 km linii electrice. Compania are în portofoliu și Muzeul Tehnic Dimitrie Leonida.

## Numărul de angajați
| An       | 2019  | 2014   | 2010   | 2008   | 2006   | 2002   |
| -------- | ----- | ------ | ------ | ------ | ------ | ------ |
| angajați | 8.000 | 11.740 | 14.000 | 18.400 | 23.113 | 30.100 |

## Electrica în cifre
Cifra de afaceri:
- 2015: 5,662 miliarde Lei
- 2008: 1,63 miliarde Euro[6]
- 2007: 6,1 miliarde lei[7]
- 2004: 2,19 miliarde Euro[8].

Profit net:
- 2019: 207 milioane lei
- 2015: 401,4 milioane Lei
- 2007: 128 milioane lei[7]
- 2005: 197 milioane Euro[9]

## Istoric
Istoria Electrica începe în anul 1921, când „Societatea Română pentru Întreprinderi Electrice Industriale”, înființată în 1898, devine “S.C. ELECTRICA S.A. – Societate Anonimă Română”.
În 1990, după căderea regimului comunist, prima companie de distribuție a energiei electrice s-a numit RENEL sau Regia Autonomă de Electricitate. Compania deținea și exploata totul în domeniul producției, transportului și distribuției de energie electrică în România și avea o capacitate de producție instalată de aproximativ 20.000 MW. În 1998 RENEL este dizolvat și împărțit în trei companii: CONEL (aprovizionare și distribuție), Nuclearelectrica (producție) și Regia Autonomă pentru Activități Nucleare sau RAAN (producție și cercetare).
Din 1998 compania care a preluat toate facilitățile de producție și transport ale fostului RENEL a fost CONEL (Compania Națională de Electricitate). Compania avea trei filiale: Termoelectrica, specializată în producția de energie termică și electrică din combustibili fosili, Hidroelectrica, specializată în producția de energie electrică din surse regenerabile (în special hidrocentrale) și Electrica, specializată în furnizarea și distribuția energiei electrice. În 2000, compania CONEL a fost dizolvată, iar cele trei filiale care au format-o au devenit companii separate, inclusiv una nouă numită Transelectrica, specializată în transportul energiei electrice prin intermediul liniilor electrice.
Actuala companie Electrica a fost înființată în 2000 după destrămarea CONEL și inițial avea opt sucursale: „Transilvania Nord”, „Transilvania Sud”, „Muntenia Nord”, „Muntenia Sud”, „Moldova”, „Oltenia”, „Dobrogea "și" Banat ". În 2005, Electrica a privatizat patru dintre sucursalele sale și anume „Moldova”, „Oltenia”, „Dobrogea” și „Banat” prin vânzarea a 51% acțiuni pentru fiecare. Sucursala „Electrica Oltenia” a fost vândută companiei cehe CEZ Group pentru 167 milioane de euro, în timp ce sucursala „Electrica Moldova” a fost vândută companiei germane E.ON pentru 100 milioane de euro. „Electrica Banat” și „Dobrogea” au fost vândute companiei italiene Enel pentru suma totală de 112 milioane de euro. Compania italiană a cumpărat, de asemenea, în 2008, o participație de 64,4% la „Electrica Muntenia Sud”, cea mai mare dintre sucursalele Electrica, pentru 820 milioane de euro. 

## Filiale Electrica

### Electrica în 2002
În anul 2002, "Electrica SA" a fost împărțită în 8 filiale, după cum urmează:
1. Electrica Transilvania Nord (cu sediul la Cluj-Napoca)
2. Electrica Transilvania Sud (cu sediul la Brașov)
3. Electrica Muntenia Nord (cu sediul la Ploiești)
4. Electrica Muntenia Sud (cu sediul în București)
5. Electrica Banat (cu sediul la Timișoara)
6. Electrica Moldova (cu sediul la Bacău)
7. Electrica Oltenia (cu sediul la Craiova)
8. Electrica Dobrogea (cu sediul în Constanța)

### Electrica în 2006
În anul 2005 filialele Electrica Banat, Electrica Moldova, Electrica Oltenia și Electrica Dobrogea au fost privatizate în procent de 51%, "Electrica SA" rămânând acționar la acestea.
Situația filialelor și fostelor filiale Electrica în anul 2006
| Sucursală                   | energie vândută ( TWh ) | număr clienți (milioane) | cifră afaceri (milioane Euro) | număr angajați | proprietar     | procent deținut | preț vânzare (milioane Euro) |
| --------------------------- | ----------------------- | ------------------------ | ----------------------------- | -------------- | -------------- | --------------- | ---------------------------- |
| Electrica Transilvania Nord | 3,1                     | 1,1                      | 289*                          | -              | Electrica S.A. | -               | -                            |
| Electrica Transilvania Sud  | 5,2                     | 1                        | 342                           | 2.163          | Electrica S.A. | -               | -                            |
| Electrica Muntenia Nord     | 3,4                     | 1,2                      | 317*                          | -              | Electrica S.A. | -               | -                            |
| Electrica Muntenia Sud      | 4,5                     | 1,1                      | 391*                          | 2.000          | ENEL           | 67,5%           | 820                          |
| Electrica Banat             | 3,7                     | 0,8                      | 285                           | 1.530          | ENEL           | 51%             | 69                           |
| Electrica Dobrogea          | 3,7                     | 0,6                      | 208                           | 1.300          | ENEL           | 51%             | 42                           |
| Electrica Moldova           | 3,2                     | 1,3                      | 314                           | 3.000          | Delgaz grid    | 51%             | 100                          |
| Electrica Oltenia           | 3,9                     | 1,4                      | 361*                          | 2.969          | CEZ            | 51%             | 151                          |
| TOTAL                       | 30,7                    | 8,5                      | 2.507                         | 12.962         | -              | -               | 1.182                        |

(*) - date disponibile pentru anul 2005

## Electrica după 2007
Prin Hotărârea de Guvern 657/2007, cele 3 filiale rămase integral în proprietatea "Electrica SA" au fost divizate pe baza activității de furnizare și distribuție, astfel luând naștere filialele:
- Electrica Furnizare Muntenia Nord
- Electrica Furnizare Transilvania Nord
- Electrica Furnizare Transilvania Sud
- Electrica Distribuție Muntenia Nord
- Electrica Distribuție Transilvania Nord
- Electrica Distribuție Transilvania Sud

Filiala Electrica Muntenia Sud a fost privatizată în 2008, pachetul majoritar de acțiuni de 64,4% fiind preluat de către grupul italian ENEL.
În 2011, a fost înființată SC Electrica Furnizare SA, prin fuziunea filialelor „Electrica Furnizare Muntenia Nord”, „Electrica Furnizare Transilvania Sud” și „Electrica Furnizare Transilvania Nord”.
În 2021, a fost înființată „Distribuție Energie Electrică România” (DEER), prin fuziunea celor trei societăți de distribuție (Electrica Distribuție Transilvania Nord, Electrica Distribuție Transilvania Sud și Electrica Distribuție Muntenia Nord).

## Activitate
Electrica S.A. are o arie de cuprindere națională, cu organizare în trei zone, pentru distribuția energiei electrice: Transilvania Nord, Transilvania Sud, Muntenia Nord și la nivel național pentru furnizare si întreținere și servicii energetice. Compania deservește în anul 2019 aproximativ 3,8 milioane de clienți.
Activitatea de distribuție a Grupului se desfășoară prin intermediul celor trei companii de distribuție a energiei: „SDEE Transilvania Nord”, „SDEE Transilvania Sud”, „SDEE Muntenia Nord”. De asemenea, Grupul furnizează energie electrică pentru mai mult de 3,5 milioane de clienți prin intermediul societății comerciale „Electrica Furnizare” SA. Activitatea de aprovizionare acoperă 18,69% (2019) din necesarul de energie al României.
În 2019, cele trei companii de distribuție din cadrul Grupului Electrica sunt:
- SDEE Transilvania Nord, care deservește 6 județe situate în nord-vestul României (Bihor, Bistrița-Năsăud, Cluj, Maramureș, Satu Mare și Sălaj) cuprinzând 1,29 de milioane de persoane pe o suprafață de 34.162 km²
- SDEE Transilvania Sud, care deservește 6 județe situate în centrul României (Alba, Brașov, Covasna, Harghita, Mureș și Sibiu) cuprinzând 1,16 milioane de persoane pe o suprafață de 34.072 km²
- SDEE Muntenia Nord, care deservește 6 județe situate în sudul și sud-estul României (Brăila, Buzău, Dâmbovița, Galați, Prahova și Vrancea) cuprinzând 1,31 milioane de persoane pe o suprafață de 28.962 km².